# Saint-Lucien
Saint-Lucien is een gemeente in het Franse departement Eure-et-Loir (regio Centre-Val de Loire) en telt 230 inwoners (2005). De plaats maakt deel uit van het arrondissement Dreux.

## Geografie
De oppervlakte van Saint-Lucien bedraagt 8,7 km², de bevolkingsdichtheid is 26,4 inwoners per km².
De onderstaande kaart toont de ligging van Saint-Lucien met de belangrijkste infrastructuur en aangrenzende gemeenten.

## Demografie
Onderstaande figuur toont het verloop van het inwonertal (bron: INSEE-tellingen).